# The Juniper Tree
The Juniper Tree är en isländsk film från 1990 med bland andra Björk Guðmundsdóttir, Bryndis Petra Bragadóttir och Guðrún Gísladóttir. Filmen skrevs och regisserades av Nietzchka Keene och är löst baserad på sagan med samma namn (på originalspråk: Von dem Machandelboom) i Bröderna Grimms samling. Filmen spelades in på Island, och blev debuten för Björks skådespelarkarriär. Rhino Home Video släppte filmen på VHS år 1995 och på DVD år 2002.